# Sebastian Fröschel

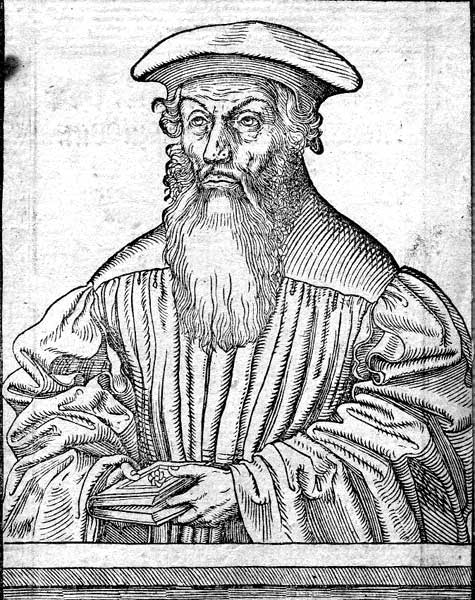
Sebastian Fröschel nach einem Holzschnitt aus dem 16. Jahrhundert

Sebastian Fröschel (* 24. Februar 1497 in Amberg, Oberpfalz; † 20. Dezember 1570 in Wittenberg) war ein lutherischer Theologe, der zeitweilig zum engsten Kreis der Wittenberger Reformation gehörte.

## Leben und Wirken
Der Sohn einer Amberger Bürgerfamilie hatte seit 1514 in Leipzig bei Georg Helt studiert, als er im Sommer 1519 – gerade zum »Magister Artium« promoviert – Augenzeuge der Leipziger Disputation zwischen Martin Luther und Johannes Eck wurde. Diese Begegnung nahm ihn für die Reformation ein.
1521 wurde er zum Priester geweiht, geriet aber bald in Konflikte wegen seiner reformationsfreundlichen Überzeugungen. Im November 1522 ging Fröschel nach Wittenberg und bekam bald Anschluss an den Kreis um Luther.
In seiner Schrift Fortgesetzte Sammlung an alten und neuen theologischen Sachen berichtete Fröschel von den Überlegungen, Entscheidungen und Vorgängen um Luthers Gottesdienst-Reform dieser Zeit, an denen auch Fröschel unmittelbar beteiligt war. Luther rückte die Predigt ganz ins Zentrum des Gottesdienstes, unmittelbar hinter das Glaubensbekenntnis. Den ganzen Gottesdienst in deutscher Sprache abzuhalten, erschien Luther damals noch zu früh.
1523 wurde Fröschel von dortigen Freunden gebeten, in Leipzig zu predigen. Als ihm die Kirchentür verschlossen wurde, kam es zu einem Volksauflauf. Auf den Bericht des Bischofs erschien Herzog Georg von Sachsen in Leipzig, ließ Fröschel festnehmen und verwies ihn des Landes. Seine Gegner höhnten, Fröschel habe sich „in der Wittenberger Ketzergrube gar voll Gift gesogen und ist zur Kröte geworden“.
Über Halle (Saale) kehrte Fröschel 1525 nach Wittenberg zurück. Hier war er von 1528 neben dem Pfarrer Johannes Bugenhagen und den beiden Diakonen Georg Rörer und Johannes Mantel dritter Diaconus an der Wittenberger Stadtkirche. 1542 rückte er zum Archidiakon auf und blieb dies bis zu seinem Tod 1570. Philipp Melanchthon lieferte dem leidenschaftlichen Prediger Fröschel jahrzehntelang exegetisches und dogmatisches Material. Von Luther sind zwar auch kritische Bemerkungen über die recht allgemeinen Scheltpredigten Fröschels überliefert, gleichwohl durfte Diaconus Fröschel auch Luther selbst bei Ordinationen vertreten und war häufig bei dessen Familie zu Gast.

## Werke
- Conciones explicantes integrum evangelium S. Matthaei. 1558 (v. Melanchthon f. F.s Predigten niedergeschr. u. v. F. hrsg.; abgedr. unter M.s Werken CR XIV, 535 ff.; daraus dt.: Kurtze Auslegung etlicher Capitel des Ev. Matthei. S. V–VIII, 1559).
- Catechismus. 1559 (neue verm. Aufl. 1560. 1562. 1564).
- Vom Kgr. Christi. 1566.